# اریکا جین
اریکا ژیراردی (به انگلیسی: Erika Girardi؛ زاده‌شده به نام اریکا چاهوی در ۱۰ ژوئیهٔ ۱۹۷۱) که بیشتر با نام هنری اریکا جین (به انگلیسی: Erika Jayne) شناخته می‌شود، خواننده، شخصیت تلویزیونی و بازیگر آمریکایی است.

## زندگی شخصی
اریکا ژیراردی در ۱۰ ژوئیهٔ سال ۱۹۷۱ در آتلانتا، جورجیا چشم بر جهان گشود، مادر وی رنی چاهوی نام دارد. پدر وی زمانی که اریکا ۹ ماهه بود آن‌ها را ترک کرد. وی از دبیرستان شمال آتلانتا فارغ‌التحصیل شده‌است. وی در ۱۸ سالگی به نیویورک نقل مکان کرد.